# Prime Video
Amazon Prime Video, kortweg Prime Video of Prime, is een streamingdienst van Amazon. Het videoplatform biedt zowel originele content van Amazon Studios als films en series van andere entertainmentbedrijven. Prime Video maakt deel uit van het Prime-abonnement van Amazon. In sommige landen kunnen gebruikers ook een abonnement nemen voor alleen Prime Video.
Amazon Channels geeft gebruikers tegen een meerprijs de mogelijkheid om via hetzelfde platform een abonnement af te sluiten op kanalen van derden.

## Geschiedenis
De streamingdienst werd in de Verenigde Staten op 7 september 2006 gelanceerd als Amazon Unbox. Aanvankelijk werkte het bedrijf samen met zo'n dertig entertainmentbedrijven en studio's voor het aanbieden van films, series en video's. In 2008 werd de dienst omgedoopt tot Amazon Video on Demand en drie jaar later werd de naam veranderd in Amazon Instant Video (later afgekort tot Amazon Video). In 2018 veranderde de naam van de streamingdienst in Prime Video.

## Nederlandse producties
Een overzicht van Nederlandstalige Originals die op Prime Video zijn verschenen.
| Titel                 | Genre              | Jaar | Hoofdrolspelers   |
| --------------------- | ------------------ | ---- | ----------------- |
| De Oost               | Oorlogsfilm, Drama | 2021 | Martijn Lakemeier |
| Panduloria            | Komedie, Fantasy   | 2023 | Emilio Guzman     |
| De Tatta's: de serie  | Komedie, Drama     | 2024 | Leo Alkemade      |
| Dit is geen kerstfilm | Komedie, Drama     | 2024 |                   |

| Titel                                | Genre             | Jaar | Betrokken personen                |
| ------------------------------------ | ----------------- | ---- | --------------------------------- |
| Koen Aandachtsjunk                   | Documentaire      | 2023 | Koen Pieter van Dijk              |
| Giel: Dromen zonder Grenzen          | Documentaire      | 2023 | Giel de Winter                    |
| Fboy Island                          | Reality           | 2024 | Gwen van Poorten, Jani Kazaltzis  |
| Donnie op de Monnie                  | Reality           | 2021 | Donnie                            |
| Dutch Wheels                         | Reality           | 2021 | Medewerkers van Absolute Motors   |
| Kinderen van de Oost                 | Documentaire      | 2020 |                                   |
| Open Casa                            | Reality           | 2025 | Robbert Rodenburg                 |
| Dames in de Dop                      | Reality           | 2024 | Robbert Rodenburg                 |
| LOL: Last One Laughing               | Comedy, Reality   | 2023 | Philippe Geubels, Jeroom Snelders |
| Van A naar Onbekend                  | Reis, Reality     | 2023 | De Bankzitters                    |
| Know Where To Hide: Wie niet weg is… | Adventure Reality | 2025 | Stefan Jurriens                   |
| Good Luck Guys                       | Reality           | 2023 | Robbert Rodenburg                 |